# Andrzej Kuryło
Andrzej Kuryło, także Andrzej Kuryło-Gołoś (ur. 2 października 1943 w Tychowie Starym k. Iłży) – polski poeta, autor tekstów piosenek, tłumacz.

## Życiorys
W 1960 r. rozpoczął studia na Wydziale Prawa Uniwersytetu Wrocławskiego. W czasie studiów udzielał się w studenckim Teatrze „Kalambur”. W tym czasie rozpoczął próby pisarskie w tym pisanie tekstów piosenek. 
Początkowo współpracował z kompozytorem Bogusławem Klimsą, z którym zdobyli szereg nagród i wyróżnień na różnych przeglądach i konkursach studenckich (Nie mam ci niczego za złe, Piąta pora roku). Następnie nawiązał współpracę z Aleksandrem Nowackim, która przekształciła się w działalność zawodową. Ich utwory były udane, a utwór Gdyby wszystkie kwiaty otrzymał w 1965 r. wyróżnienie na III Krajowym Festiwalu Piosenki Polskiej w Opolu. Współpraca z zespołem Romuald i Roman zaowocowała powstaniem całej serii utworów z jego tekstami (np. Będziesz panią w moim piekle, Gdy towarowy rusza do Indii, Gdyby przebaczać mogli wszyscy, Wszystko ci kupiłem), po rozpadzie tego zespołu dalsza współpraca zawiązała się z zespołem Nurt.
Po ukończeniu w 1965 r. studiów do 1973 r. był pracownikiem naukowym w Wyższej Szkole Ekonomicznej. Od 1968 r. jest członkiem ZAiKS-u. W 1973 r. objął stanowisko kierownika literackiego Estrady Dolnośląskiej i został zawodowym autorem tekstów piosenek. 
W dorobku Andrzeja Kuryły, jak się ocenia, jest ponad 500 nagranych piosenek z jego tekstami. Kompozytorzy, z którymi współpracował to m.in.: Piotr Figiel, Jarosław Kukulski, Ryszard Poznakowski, Wojciech Trzciński, Antoni Kopff, Bernard Sołtysik, Katarzyna Gärtner czy Jacek Szczygieł.
W latach 80. i 90. XX wieku współtworzył Przegląd Piosenki Aktorskiej we Wrocławiu.
Był tłumaczem poezji Bułata Okudżawy.

## Ważniejsze piosenki z tekstem Andrzeja Kuryły
- Nie przejdziemy do historii (muz. Krzysztof Klenczon, wyk. Trzy Korony)
- Witaj mi (muz. Jarosław Kukulski, wyk. Anna Jantar)
- Gdzie nie spojrzę wszędzie ty (muz. Antoni Kopff, wyk. Anna Jantar)
- Byłaś mi nadzieją (muz. Piotr Figiel, wyk. Krzysztof Krawczyk)
- Pogubiłem drogi (wyk. Krzysztof Krawczyk)
- Ballado hej (muz. Kostas Dzokas, wyk. Eleni)
- Gdyby wszystkie kwiaty (muz. Aleksander Nowacki)
- Muzyka twoje imię ma (wyk. Eleni)
- Spójrz z dwóch stron (wyk. Eleni)
- Tak daleko nam do siebie wyk. Jerzy Połomski
- Czekaj mnie, wypatruj mnie (muz. Andrzej Rutkowski, wyk. Halina Kunicka)
- Wieczór już wyk. Zbigniew Wodecki
- Dopóki jesteś (muz. Andrzej Zieliński, wyk. Skaldowie)
- Z biegiem lat (muz. Andrzej Zieliński, wyk. Skaldowie)
- Mam dla Ciebie to co chcesz (muz. Andrzej Zieliński, wyk. Skaldowie)
- Mieszkasz w moim śnie (muz. Andrzej Zieliński, wyk. Skaldowie)
- Zapadam w sen (muz. Andrzej Zieliński, wyk. Skaldowie)
- Pora chleba i owoców (muz. Jacek Zieliński, wyk. Skaldowie)
- Są takie dni w tygodniu (muz. Jerzy Konrad, wyk. Urszula Sipińska)
- Trochę żal szalonych lat (muz. Jerzy Konrad, wyk. Urszula Sipińska)
- Pamiętam nas (muz. i wyk. Urszula Sipińska)
- Chcę wyjechać na wieś (muz. Wojciech Trzciński)
- Płynąć (muz. Andrzej Ellmann, wyk. Urszula Sipińska)
- Gdzie nie spojrzę – ty (muz. Antoni Kopff, wyk. Partita)
- Mamy tylko siebie (muz. Antoni Kopff, wyk. Partita)
- W tym domu straszy (muz. Aleksander Nowacki, wyk. Homo Homini)
- Z godziny na godzinę (muz. Aleksander Nowacki, wyk. Homo Homini)
- On albo ja (muz. Aleksander Nowacki, wyk. Homo Homini)
- Od jutra już (wyk. Andrzej i Eliza)
- Od rana mam dobry humor (wyk. Majka Jeżowska)
- Wiara przenosi góry (wyk. Irena Santor)
- Maj, zawsze maj (muz. Bernard Sołtysik, wyk. Pro Contra)
- Mam to, co chcę  (muz. Bernard Sołtysik, Krystyna Stolarska, wyk. Pro Contra)
- Tak jak zimne ognie (muz. Bernard Sołtysik, wyk. Gayga)
- Radio, moja miłość (muz. i wyk. Felicjan Andrzejczak)

## Ordery i odznaczenia
- Krzyż Kawalerski Orderu Odrodzenia Polski[1]
- Złota Odznaka Honorowa Wrocławia (2024)[2]

## Nagrody i wyróżnienia
- II nagroda na Ogólnopolskim Turnieju Jednego Wiersza (1963)
- wyróżnienie na II Krajowym Festiwalu Piosenki Polskiej w Opolu za piosenkę Epitafium dla Edith Piaf w wykonaniu Teresy Tutinas (1964)
- I nagroda na VII Ogólnopolskim Festiwalu Piosenki i Piosenkarzy Studenckich w Krakowie za Nie pojadę z tobą na wieś (muz. Alina Piechowska) (1968)
- Nagroda specjalna Programu III PR za utwór Nie pojadę z tobą na wieś (1968)
- wyróżnienie na VI Krajowym Festiwalu Piosenki Polskiej w Opolu za utwór Gdyby wszystkie kwiaty (muz. Aleksander Nowacki, wyk. Waldemar Domagała) (1968)
- I nagroda w konkursie piosenki na Festiwalu Kultury Studentów w Krakowie (1969)
- Nagroda FSZMP na VII Festiwalu Piosenki Żołnierskiej w Kołobrzegu za piosenkę Kołysz się manierko (muz. Filip Nowak, wyk. Irena Woźniacka & Czerwono-Czarni) (1973)[3]
- Złoty Pierścień (+ Nagroda Ministra Obrony Narodowej) na VIII Festiwalu Piosenki Żołnierskiej w Kołobrzegu w kategorii piosenek estradowych za utwór Piosenka melduje się na rozkaz (muz. Filip Nowak, wyk. Irena Woźniacka) (1974)[4]
- Nagroda Towarzystwa Przyjaciół Opola (z Aleksandrem Nowackim) na XIII Krajowym Festiwalu Piosenki Polskiej w Opolu za utwór W tym domu straszy (1975)
- Złoty Pierścień (+ Nagroda Ministra Obrony Narodowej) na X Festiwalu Piosenki Żołnierskiej w Kołobrzegu w kategorii piosenek estradowych za piosenkę Wszystkie barwy lipca (muz. Bogusław Klimsa & Włodzimierz Plaskota, wyk. Nina Urbano) (1976)[5]
- Nagroda 100-lecia ZAiKS-u (2018)[1]
- Nagroda Specjalna ZAiKS-u (2024)[6]

Źródło:.